# 衡山県
衡山県（こうざん-けん）は中華人民共和国湖南省衡陽市に位置する県。

## 行政区画
- 鎮：開雲鎮、白果鎮、東湖鎮、萱洲鎮、長江鎮、新橋鎮、店門鎮
- 郷：永和郷、福田鋪郷、嶺坡郷、貫塘郷、江東郷

## 出身者
- 趙恒惕 - 清末・中華民国初の軍人。湖南省で省憲法を公布し、聯省自治運動を支持した。